# Кристиан Ото фон Лимбург-Щирум
Кристиан Ото фон Лимбург-Щирум (на немски: Christian Otto von Limburg-Styrum; * 25 март 1694; † 24 февруари 1749 в Щирум, Хаген) е граф на Лимбург-Щирум-Бронкхорст-Виш-Беркуло (1694 – 1749).
Той е най-големият син на граф Мориц Херман фон Лимбург-Щирум (* 1664; † 18 май 1709) и съпругата му Елизабет Доротея Вилхелмина фон Лайнинген (* 11 юни 1665; † 1722), дъщеря на Емих Христиан фон Лайнинген-Дагсбург (1642 – 1702) и Кристина Луиза фон Даун-Фалкенщайн-Лимбург (1640 – 1702).

## Фамилия
Кристиан Ото се жени на 21 февруари 1718 г. за ландграфиня Луиза фон Хесен-Ванфрид (* 20 октомври 1690; † 13 юни 1724), дъщеря на ландграф Карл фон Хесен-Ванфрид (1649 – 1711) и графиня Юлиана Александрина фон Лайнинген-Дагсбург (1651 – 1703). Те имат пет деца:
- Франциска Елизабет (1719 – 1752), омъжена 1732 г. за принц Филип фон Хоенлое-Валденбург-Шилингсфюрст († 1759), син на княз Филип Ернст фон Хоенлое-Валденбург и фрайин Франциска Барбара фон Велц-Еберщайн
- Карл Йозеф (1720 – 1725)
- Ернестина Елизабет Александрина (1721 – 1752), монахиня в Кьолн
- Филип Фердинанд (*/† 1722)
- дете (*/† 1724)

Той се жени втори път на 28 февруари 1726 г. за графиня Лудовика Кагер фон Глобен (* ок. 1700; † 22 март 1732), дъщеря на граф Карл фон Глобен и Мария Йозефа фон Щехов и има две деца:
- Карл Йозеф Август (1727 – 1760), господар на Оберщайн и Щирум от 1749 г., женен 1751 г. за Мария Елизабет де Кларис-Валинкурт (1736 – 1780)
- Филип (*/† 1730)

Той се жени трети път на 17 септември 1733 г. за принцеса Каролина Юлиана София фон Хоенлое-Валденбург-Шилингсфюрст (* 20 април 1705; † 31 август 1758), дъщеря на княз Филип Ернст фон Хоенлое-Валденбург-Шилингсфюрст (1663 – 1759) и графиня Франциска Барбара цу Велц-Вилмерсдорф-Еберщайн (1660 – 1718). Те имат седем деца:
- Филип Фердинанд (1734 – 1794), става след смъртта на брат си господар на Оберщайн и Щирум (1760 – 1794)
- Ернст Мария Йохан Непомук (1736 – 1809), женен 1783 г. за София Шарлота фон Хумбрахт (1762 – 1805). Последва брат си като господар на Оберщайн 1794 г.
- Поликсена Алексндрина (1737 – 1737/1738)
- Фредерика Поликсена (1738 – 1798), омъжена 1757 г. за княз Лудвиг Леополд фон Хоенлое-Бартенщайн († 1799), син на княз Карл Филип Франц фон Хоенлое-Бартенщайн и принцеса София Доротея Вилхелмина Фридерика фон Хесен-Хомбург, графиня на Лимпург
- София Тереза (1740 – 1769), омъжена 1758 г. за граф Франц Ксавер фон Монфор-Тетнанг († 1780)
- Франц Карл Йозеф Енглеберт (*/† 1741)
- Йохана Максимилиана Франциска (1744 – 1772), омъжена 1766 г. за граф Йохан Вилхелм фон Мандершайд-Бланкенхайм († 1772); родители на:
  - Каролина Фелицитас Енгелберт (1768 – 1831), омъжена 1783 г. за принц Алойс I фон Лихтенщайн († 1805), син на княз Франц Йозеф I фон Лихтенщайн.